# 안성 무양성
안성 무양성(安城 無陽城)은 경기도 안성시 양성면 방신리에 있는 성이다. 1986년 5월 22일 안성시의 향토유적 제2호로 지정되었다.

## 개요
이 성은 고성산 능선에 둥글게 쌓은 성으로, 내성 구간이 석축으로 축조되어 있다. 
신증동국여지승람(新增東國輿地勝覽) 양성현 고적조 및 성지조에는 "무한성(無限城) 현 남쪽 12리 지점에 있는데, 석축이다. 둘레는 1천 3백5척이며, 성의 안에 못 하나가 있다."고 했고, 광무 3년(1899)에 간행한 양성읍지에는 무한성(無限城) [고성산 서쪽 수리(數里) 지점에 있다. 전해오기를 백제(百濟)가 쌓은 것이라 하는데 지금은 다만 둘레가 남아 이고 가운데에  못이 있는데 속칭 용추(龍湫)라고한다. 그 위에 기우제단(祈雨祭壇)이 있다. 오정(梧亭) 박란(朴蘭)의 시에, "아홉 마리의 용이 구름을 타고 누각위로 올라갈 때 성(城)을 지나가는 비가 내리는데, 백제의 옛 나라는 없어졌네󰡓하였다.] 고 기록되어 있다.

이 성곽의 축성연대는 정확히 알 수 없으나 기록과 산성 내에서는 삼국시대의 기와나 토기편이 출토되는 것으로 보아 삼국시대에 초축된 후 고려와 조선시대에 보강된 것으로 추정된다.
성안에는 운수암이라는 암자가 있는데, 설화에는 운수암(雲水庵)을 보호하기 위하여 무양(無陽)이라는 사람이 축성했다는 이야기도 전한다. 
현재 잔존성벽은 북벽 상면 폭이 약 2.8m, 외벽 높이가 4m, 내벽 높이가 약 0.8~1m이며, 서벽은 외벽 높이가 약 4m 이상, 상면 폭이 2.2m, 내벽 높이는 2m 내외이다. 
이외에도 남벽, 동벽, 내성벽, 문지 등이 일부 남아있다.

## 현지 안내문
이 성은 산정(山頂) 고원지에 둥글게 쌓은 석성(石城)으로서 이러한 산성은 고대(古代)에 많이 축성(築城)해온 형태이다.
이성은 일명 무양성(無陽城)이라고도 불려오는데, 신증동국여지승람(新增東國與地勝覽) 양성현 고적조(古蹟條)·성지조(城池條)에 '현(縣) 남쪽 12리 지점에 있으며, 석축이고 둘레는 1천 305척(尺)이며 성안에 못 하나가 있다'고 하였다. 광무(光武) 3면(1899) 간행된 양성읍지(陽城邑誌)에도 '무한성 남단(南端) 아래 고성(古城)이 있어 속칭 옛 고을터가 완영하다'고 기록되어 전하고 있다. 성은 산의 정상부에 쌓은 테뫼식 산성으로 일부 파손되기도 하였지만 성벽이 비교적 잘 남아있다. 또한 산성 내에 건물지의 흔적과 기와편이 발견되고 있다. 이 산성의 축성 시기는 구체적으로 전하지는 않지만 출토되는 유물들로 보아 삼국시대에 쌓은 것으로 추정된다.

## 같이 보기
- 안성 운수암 - 경기도 문화재자료 제25호

## 참고 자료
- 무양성(무한성) - 안성문화관광 - 시지정문화재